# غونتر سيغموند
غونتر سيغموند (بالألمانية: Günter Siegmund)‏ (مواليد 19 ديسمبر 1936) هو ملاكم ألماني، مثّل بلاده في الألعاب الأولمبية الصيفية 1960.

## روابط خارجية
- غونتر سيغموند على موقع أوليمبيديا (الإنجليزية)